# Сеукань
Сеукань, Сеукані (рум. Săucani) — село у повіті Біхор в Румунії. Входить до складу комуни Ребегань.
Село розташоване на відстані 392 км на північний захід від Бухареста, 45 км на південний схід від Ораді, 101 км на захід від Клуж-Напоки, 134 км на північний схід від Тімішоари.

## Населення
За даними перепису населення 2002 року у селі проживали 547 осіб, усі — румуни. Усі жителі села рідною мовою назвали румунську.